# San Pedro Norte
San Pedro Norte es una localidad del norte de la Provincia de Córdoba, Argentina que pertenece al Departamento Tulumba.
El pueblo dispone de una plaza colonial recientemente restaurada que se ubica en el centro, y de varias construcciones históricas de casi 200 años.
También en el centro de la localidad, frente a la plaza se encuentra la iglesia de San Pedro Norte, de arquitectura gótica y con una elevada cruz que se puede ver a kilómetros de distancia. La construcción sigue aún en funcionamiento gracias a reiteradas refacciones por parte de la Municipalidad.
La cantidad de habitantes es mínima en invierno, aunque en la época de verano esta cifra aumenta considerablemente. Muchas familias optan por las sierras que adornan este pueblo.
La principal actividad económica es la agricultura seguida por la ganadería.
En los últimos años el turismo ha adquirido cierta relevancia. La municipalidad de San Pedro Norte le da a sus habitantes la posibilidad de estudiar hotelería y carreras relacionadas con el turismo, permite a los jóvenes realizar pasantías en los hoteles y restaurantes de la localidad.
A 5 kilómetros de San Pedro Norte se encuentra la estancia San Pedro Viejo, donde permanece intacta una iglesia cuya construcción data del 1600.
A orillas del arroyo, en el balneario municipal, se puede acampar y disfrutar de cálidas noches adornadas por el ruido del agua que fluye por el dique mayor.
La localidad dista de la Ciudad de Córdoba en 170 km aproximadamente.

## Geografía

### Población
Cuenta con 622 habitantes (Indec, 2022), lo que representa un descenso del 49% frente a los 317 habitantes (Indec, 2010) del censo anterior.
| Gráfica de evolución demográfica de San Pedro Norte entre 1991 y 2022 |
|                                                                       |
| Fuente: Censos nacionales del INDEC                                   |

### Sismicidad
La sismicidad de la región de Córdoba es frecuente y de intensidad baja, y un silencio sísmico de terremotos medios a graves cada 30 años en áreas aleatorias. Sus últimas expresiones se produjeron:
- 22 de septiembre de 1908 (116 años), a las 17.00 UTC-3, con 6,5 Richter, escala de Mercalli VII; ubicación 30°30′0″S 64°30′0″O / -30.50000, -64.50000; profundidad: 100 km; produjo daños en Deán Funes, Cruz del Eje y Soto, provincia de Córdoba, y en el sur de las provincias de Santiago del Estero, La Rioja y Catamarca[2]

- 16 de enero de 1947 (78 años), a las 2.37 UTC-3, con una magnitud aproximadamente de 5,5 en la escala de Richter (terremoto de Córdoba de 1947)[1]

- 28 de marzo de 1955 (70 años), a las 6.20 UTC-3 con 6,9 Richter: además de la gravedad física del fenómeno se unió el desconocimiento absoluto de la población a estos eventos recurrentes (terremoto de Villa Giardino de 1955)

- 7 de septiembre de 2004 (20 años), a las 8.53 UTC-3 con 4,1 Richter

- 25 de diciembre de 2009 (15 años), a las 21.42 UTC-3 con 4,0 Richter

## Imágenes

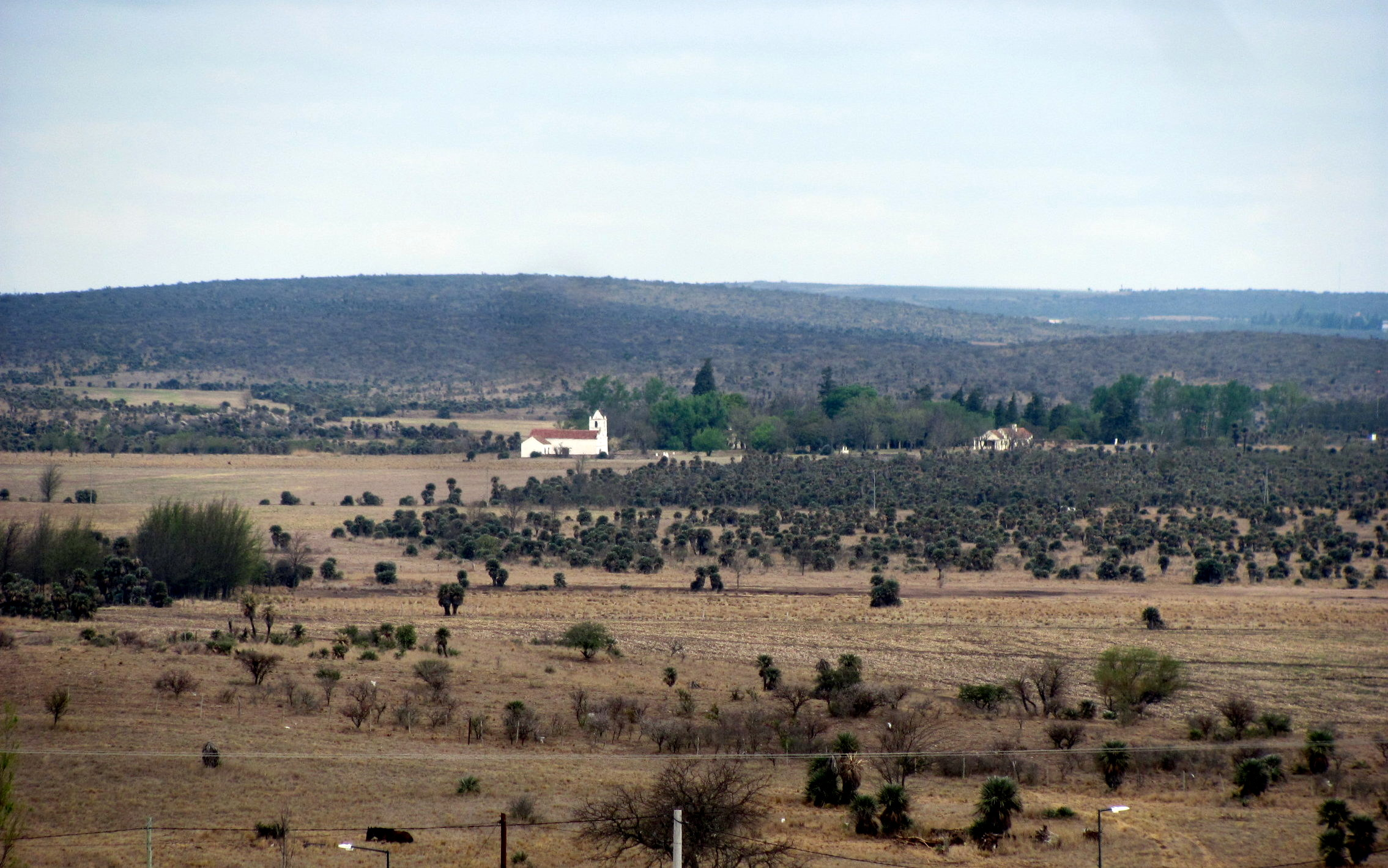
San Pedro
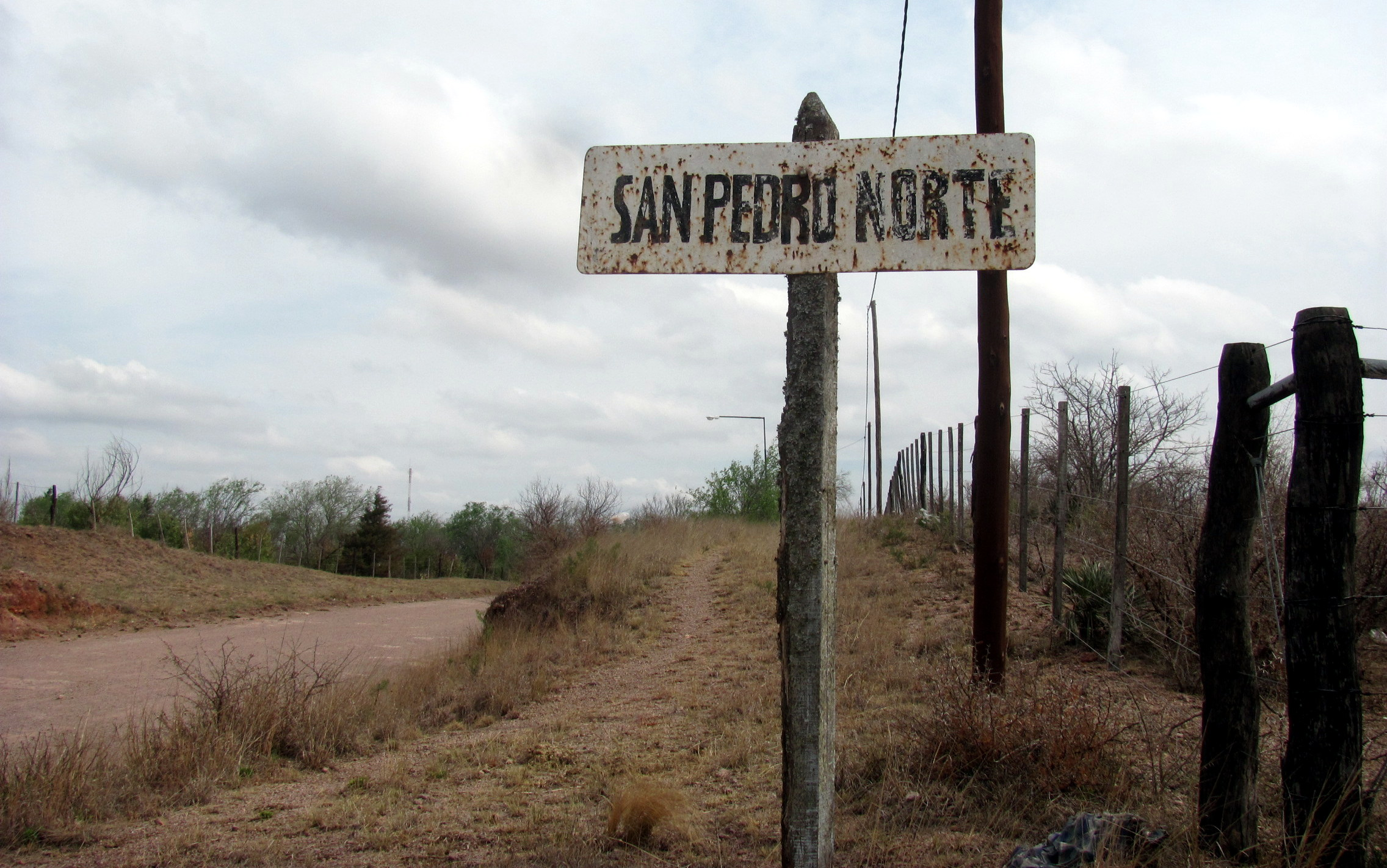
Entrando a San Pedro